# Пеньо Пенев (награда)
Вижте пояснителната страница за други значения на Пеньо Пенев.
Националната литературна награда „Пеньо Пенев“ е учредена през 1970 г. от Община Димитровград. Присъжда се веднъж на 2 години в рамките на дните на поезията „Пеньо Пенев“, които се провеждат на рождения ден на поета – 7 май.
На кръгла годишнина от рождението на Пеньо Пенев община Димитровград връчва и Международна литературна награда „Пеньо Пенев“, която се присъжда по начина валиден за националната награда.
С националната литературна награда се отличават еднократно живи български творци за национален принос в развитието на българската поезия.
Наградата има парична стойност 1000 евро. На носителя ѝ се връчват диплом и пластичен знак. Носителят на наградата се определя от седемчленна комисия, която се назначава със заповед на кмета на общината след обсъждане с представители на културни институти и димитровградски културни деятели. В състава на комисията влизат: трима национално изявени литературоведи и четирима представители на културната общност в Димитровград.
Първият ѝ носител е Дамян Дамянов през 1970 г. През 2010 г. за първи път носител на наградата е жена – Екатерина Йосифова. 22-рият носител – Ангел Ников, е първият димитровградски творец, получил наградата.
Действащият днес Статут на националната литературна награда „Пеньо Пенев“ е приет на редовно заседание на Общинския съвет в Димитровград с решение № 576 от 13.03.2002 г. с единодушното одобрение на 23 общински съветници.

## Лауреати
Лауреати на Националната литературна награда „Пеньо Пенев“ по години:
- 1970 – Дамян Дамянов
- 1972 – Евтим Евтимов
- 1974 – Матей Шопкин
- 1976 – Николай Христозов
- 1978 – Андрей Германов
- 1980 – Божидар Божилов
- 1982 – Петър Караангов
- 1984 – Любомир Левчев
- 1986 – Петър Анастасов
- 1988 – Стефан Цанев
- 1990 – Валери Петров
- 1990 – Михаил Тошков
- 1992 – Александър Геров
- 1994 – Христо Фотев
- 1996 – Константин Павлов
- 1998 – Павел Матев
- 2000 – Николай Кънчев (Жури с председател проф. Светлозар Игов и членове: критиците Бойко Пенчев и Георги Янев, димитровградските поети Ангел Ников и Кръстьо Кръстев и представителката на общината Иванка Ангелова)[3]
- 2002 – Иван Цанев
- 2004 – Иван Динков
- 2006 – Петко Братинов
- 2008 – Ивайло Балабанов
- 2010 – Екатерина Йосифова (Жури в състав Игор Чипев, директор на дирекция „Книги“ в библиотечния отдел към Министерството на културата, Калин Донков, Владимир Трендафилов, Христо Цветков, общински съветник и член на постоянната комисия „Култура, вероизповедания и СМИ“, Бистра Жекова, учител по литература в ЕГ „Д-р Иван Богоров“ и димитровградските поети Петко Каневски и Величка Петрова.)[4]
- 2012 – Ангел Ников (Жури в състав поетът и носител на същата награда Петър Анастасов, Митко Новков, директорът на националния литературен музей Катя Зографова, Христо Цветков, председател на комисията по култура към Общинския съвет, както и поетите Демир Демирев и Георги Ангелов, и журналистът Маргарита Симеонова.)[5], [6]
- 2014 – Калин Донков (Жури в състав Никола Инджов, Николай Стоянов, Светлозар Игов, Христо Цветков, Демир Демирев и Бистра Жекова)[7]
- 2016 – Петко Каневски (Жури в състав Боян Ангелов – председател на Съюза на българските писатели, Екатерина Йосифова – лауреат на наградата за 2010 г., Иван Гранитски и димитровградчаните Демир Демирев, Величка Петрова и Бистра Жекова)[8][9][10][11]
- 2018 – Георги Ангелов[12]
- 2020 – Иван Гранитски[13]
- 2022 – Пламен Дойнов[14]
- 2024 – Петър Чухов (Жури в състав проф. Амелия Личева, Теодора Димова - писател и драматург, Мирела Иванова – писател и драматург на Народен театър „Иван Вазов“, Валентина Терзиева – директор на Градска библиотека „Пеньо Пенев”, Антоанета Станчева – директор на Исторически музей-Димитровград и председател на Организационния комитет за честване Дните на поезията „Пеньо Пенев“, Диана Дончева - директора на Дирекция „Европейски и национални програми и проекти, хуманитарни дейности” и Лора  Йончева – учител по български език и литература)[15][16][17][18]

## Международна литературна награда „Пеньо Пенев“
- 1990 – Булат Окуджава;
- 2010 – Йоздемир Индже;[19]
- 2014 – Веселин Ракчевич;[20]
- 2018 – Михаил Синелников;[12]
- 2022 – Хайри Хамдан.[14]